# Meioneta zebrina
Meioneta zebrina là một loài nhện trong họ Linyphiidae.
Loài này thuộc chi Meioneta. Meioneta zebrina được Ralph Vary Chamberlin & Wilton Ivie miêu tả năm 1944.